# 北海道道259号上厚真苫小牧線

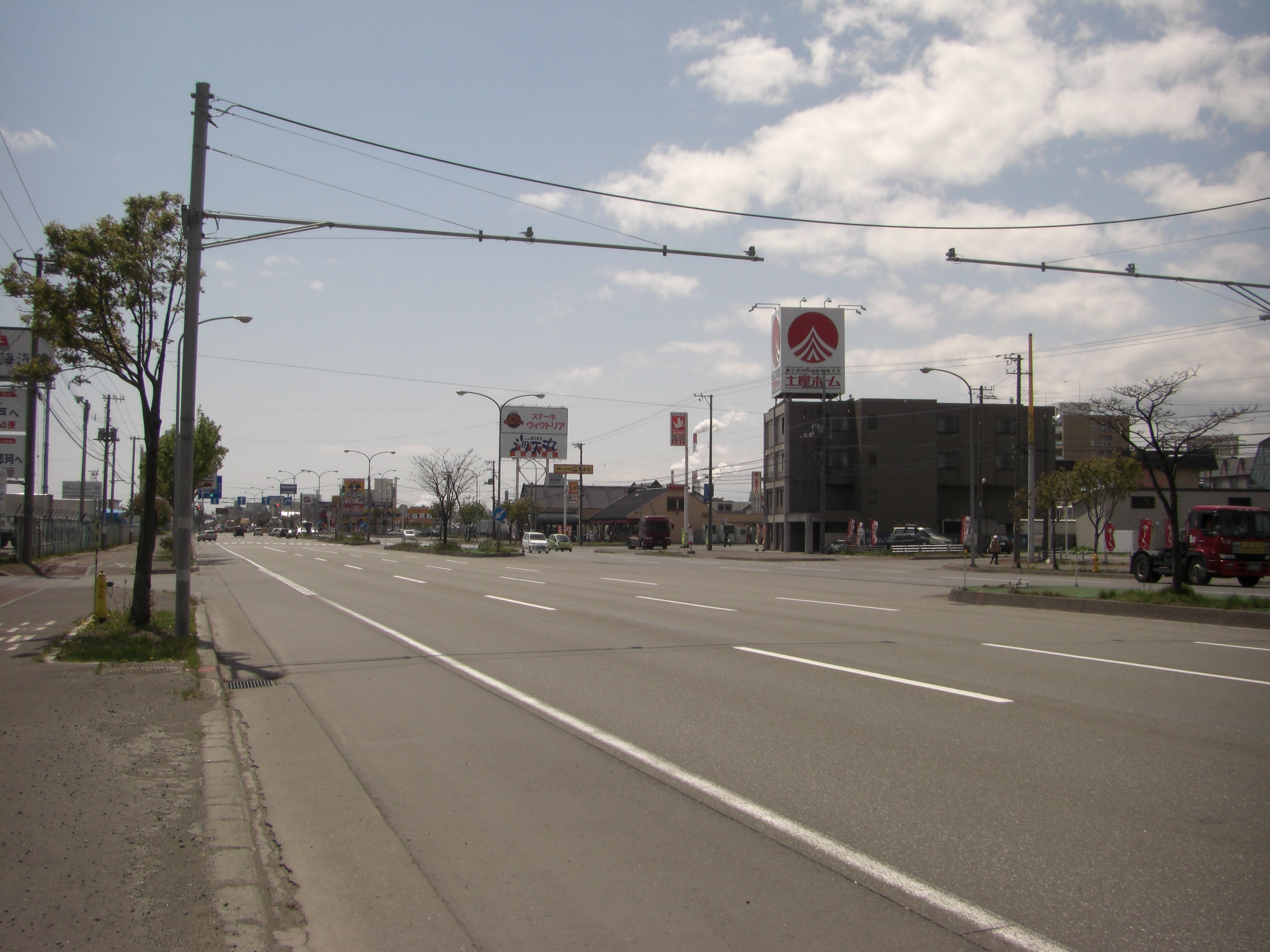
北海道道259号（2008年5月）

北海道道259号上厚真苫小牧線（ほっかいどうどう259ごう かみあつまとまこまいせん）は、北海道勇払郡厚真町と苫小牧市を結ぶ一般道道（北海道道）である。

## 概要

### 路線データ
- 起点：北海道勇払郡厚真町字上厚真（北海道道287号厚真浜厚真停車場線交点）
- 終点：北海道苫小牧市船見町2丁目（国道36号交点）
- 路線延長：14.0 km（総延長）

## 歴史
- 1957年（昭和32年）3月30日 - 179号として路線認定[1]。
- 1994年（平成6年）10月1日 - 路線番号を259号に変更[2]。
- 2010年（平成22年）4月13日 - 勇払オーバー工区開通[3]。
- 2012年（平成24年）12月25日 - 未供用区間の新ルート開通[4]。

## 路線状況

### 通称
- 臨海北通
苫小牧市沼ノ端中央3丁目（沼ノ端交差点）- 終点・苫小牧市船見町2丁目（国道36号交点＝元中野4交差点）の苫小牧港の北側に位置し、中央分離帯により区切られる対向8車線ある幹線道路の区間。

### 重複区間
- 厚真町字共和（国道235号）
- 苫小牧市字柏原 - 苫小牧市字沼ノ端（国道235号）
- 苫小牧市字沼ノ端（国道234号）

### 道路施設
主な橋梁
- 苫東大橋（勇払川）＝苫小牧市字柏原 - 苫小牧市字沼ノ端

## 地理

### 通過する自治体
- 胆振総合振興局
  - 勇払郡厚真町
  - 苫小牧市

### 交差する道路
厚真町
- 北海道道287号厚真浜厚真停車場線 - 上厚真（起点）
- 国道235号 - 共和（重複）

苫小牧市
- 国道235号 - 柏原（重複）
- 国道234号 - 沼ノ端（重複）
- 北海道道781号苫小牧環状線 - 沼ノ端
- 国道36号 - 船見町2丁目（終点）

### 沿線にある施設など
厚真町
- 厚真町上厚真支所 - 上厚真219-1
- 苫小牧東部石油備蓄基地 - 字共和

苫小牧市
- いすゞエンジン製造北海道 - 字柏原1-4
- 苫小牧市立沼ノ端小学校 - 東開町6丁目1-1
- 苫小牧警察署沼ノ端交番 - 沼ノ端中央3丁目2-8
- ホクレンショップ沼ノ端店 - 沼ノ端中央3丁目3-12
- 苫小牧信用金庫沼ノ端支店 - 沼ノ端中央3丁目3-12
- JR北海道 室蘭本線・千歳線 沼ノ端駅 - 沼ノ端中央3丁目
- ツルハドラッグ沼ノ端店 - 沼ノ端中央4丁目1-5
- セブン-イレブン苫小牧沼ノ端店 - 東開町4丁目20-30
- セイコーマート苫小牧東開店 - 東開町4丁目21-32
- ローソン苫小牧臨海北通店 - 沼ノ端中央5丁目2-26
- セブン-イレブン苫小牧臨海北通店 - 沼ノ端中央6丁目2-10
- 王子工営北海道 - 勇払152
- 日本軽金属苫小牧製造所 - 晴海町43-3
- 一本松公園 - 一本松町
- ヤマト運輸緑ヶ丘センター - 一本松町12-4
- セイコーマート苫小牧一本松店 - 一本松町14-6
- セブン-イレブン苫小牧船見店 - 船見町1丁目3-4
- ローソン苫小牧船見町店 - 船見町2丁目2-2